# Tuna (San Germán)
Tuna es un barrio ubicado en el municipio de San Germán en el estado libre asociado de Puerto Rico. En el Censo de 2010 tenía una población de 88 habitantes y una densidad poblacional de 36,61 personas por km².

## Geografía
Tuna se encuentra ubicado en las coordenadas 18°3′56″N 67°5′48″O / 18.06556, -67.09667. Según la Oficina del Censo de los Estados Unidos, Tuna tiene una superficie total de 2.4 km², que corresponden a tierra firme.

## Demografía
Según el censo de 2010, había 88 personas residiendo en Tuna. La densidad de población era de 36,61 hab./km². De los 88 habitantes, Tuna estaba compuesto por el 75% blancos, el 4.55% eran afroamericanos y el 20.45% eran de otras razas. Del total de la población el 100% eran hispanos o latinos de cualquier raza.